# Lysidice rhodostegia
Lysidice rhodostegia är en ärtväxtart som beskrevs av Henry Fletcher Hance. Lysidice rhodostegia ingår i släktet Lysidice och familjen ärtväxter. Inga underarter finns listade i Catalogue of Life.